# 史蒂芬妮·卡特
史蒂芬妮·卡特（英語：Stephanie Cutter，1968年10月22日—）是一位美國政治顧問，曾在巴拉克·歐巴馬總統的第一任期內擔任顧問，並在2012年奧巴馬的連任競選中擔任副競選經理。她先前曾為多位知名民主黨政治人物工作過，包括泰德·甘迺迪、約翰·克里和米歇爾·奧巴馬，負責競選和傳播事務。《紐約時報》將她描述為“[奧巴馬]競選活動中受歡迎但有爭議的面孔”，並稱她是“能夠說出候選人不能（或不會）說的話的人”。
2012年，她與歐巴馬競選團隊的成員珍·奧馬利·迪龍（Jen O'Malley Dillon）和泰迪·戈夫（Teddy Goff）共同創立了政治顧問公司 Precision Strategies 。在2020年美國總統大選期間，她擔任全虛擬的民主黨全國代表大會的製作人。在喬·拜登贏得大選後，她被任命為2021年美國總統就職典禮的製作人，該典禮的多數活動以虛擬慶祝形式進行。

## 早年生活和教育
卡特出生於麻薩諸塞州湯頓，並在馬薩諸塞州雷納姆附近長大。1986年，她畢業於布里奇沃特-雷納姆地區高中。此後，她在史密斯學院獲得文學學士學位，並在喬治城大學法學院獲得法學博士學位。

## 職業生涯
在加入比爾·克林頓1992年總統競選團隊之前，卡特的職業生涯始於擔任紐約州長馬里奧·庫默的初級助理。她曾在環保署和柯林頓政府中工作，最後擔任白宮通訊副主任。柯林頓遭遇彈劾後，她致力於修復他的公眾形象。
自2001年起，卡特擔任參議員泰德·甘迺迪的通訊總監。2003年11月，在甘迺迪的推薦下，她被任命為]約翰·克里競選團隊的通訊總監。at Kennedy's recommendation.在競選過程中，她因性格強硬且難以相處而受到批評，並經常被認為是克里競選失敗的替罪羊。克里認為這些批評不公，並稱讚了她的工作。克里的競選結束後，卡特回到甘迺迪的辦公室工作。
2008年，卡特擔任巴拉克·歐巴馬首次總統競選的高級顧問和米歇爾·歐巴馬的幕僚長。她因幫助競選團隊贏得甘迺迪的支持並提升米歇爾·歐巴馬在競選期間的公眾形象而受到讚譽。卡特成為歐巴馬夫婦的親密助手，並於2009年被《GQ》雜誌評為「華盛頓特區50位最有權勢的人物」之一。
在歐巴馬-拜登過渡團隊中，卡特擔任首席發言人，並在財政部擔任提摩太·蓋茲納的顧問，幫助維護蓋特納的聲譽，並推動諸如問題資產救助計劃和 A.I.G. 救助計畫等政策。同年晚些時候，她再次被《GQ》雜誌評為「華盛頓50位最有權勢的人物」之一。
2010年，卡特被任命為總統特別項目助理，負責《患者保護與平價醫療法案》的溝通與外展策略。2011年，她被任命為歐巴馬總統的副高級顧問。2011年9月，白宮宣布卡特將辭去副高級顧問職務，擔任歐巴馬競選連任的副競選經理。她經常出現在歐巴馬競選的廣告和電視節目中。2012年競選期間，共和黨策略師史蒂夫·施密特（Steve Schmidt）形容她是「目前雙方陣營中最強大的角色之一」。
2013年6月26日，CNN宣布卡特將加入重新推出的《穿越火線》節目，擔任小組成員之一，與紐特·金里奇、S.E. Cupp 和範瓊斯（Van Jones）共同出演。
除了在CNN的工作，卡特也是 Precision Strategies 的創始合夥人之一。Precision Strategies是一家策略顧問公司，總部位於華盛頓特區和紐約市，她與三位曾為歐巴馬2012年競選團隊工作的成員共同創立了這家公司。
2013年10月7日，卡特向 CNN 工作人員宣布她懷了第一個孩子，預產期為2014年3月初。她表示將在產假結束後回到《穿越火線》節目。她一直參與該節目，直到當年7月節目結束。
卡特擔任2020年民主黨全國代表大會的執行製作人。2013年，卡特與珍妮佛·奧馬利·迪龍（Jennifer O'Malley Dillon）和泰迪·戈夫（Teddy Goff）共同創立了 Precision Strategies 公司。 2020年，卡特擔任民主黨全國代表大會的首席專案執行官。由於COVID-19大流行，該大會首次以虛擬方式舉行，而非面對面聚會。2021年，卡特與瑞奇·科許納（Ricki Koshnar）共同擔任喬·拜登總統就職典禮的執行製作人。就職典禮的一部分，《慶祝美國》節目，為卡特和科許納贏得了第73屆黃金時段創意藝術艾美獎傑出現場綜藝特別獎的提名。
2024年8月，賀錦麗2024年總統競選團隊宣布，卡特將擔任高級策略資訊顧問。

## 外部連結
- 史蒂芬妮·卡特的X（前Twitter）
- C-SPAN內的頁面（英文）